# Alemannia Breslau
Alemannia Breslau – niemiecki klub piłkarski z siedzibą we Wrocławiu, działający w latach 1909–1945.

## Historia
W 1909 został założony klub SC Alemannia Breslau. W sezonie 1941/42 debiutował w Gauliga Niederschlesien, w której występował przez kolejne trzy sezony.
W 1945 klub został rozwiązany.